# Hiroshi Sumitomo
Hiroshi Sumitomo (住友 博, Sumitomo Hiroshi), né en 1950, est un photographe japonais.